# 1942 في النرويج
فيما يلي قوائم الأحداث التي وقعت خلال عام 1942 في النرويج.

## سياسة

### تعيين في المنصب
- 20 مارس – باول إرنست ويلهلم هارتمان Minister of Finance of Norway ‏.

### انتهاء فترة المنصب
- 28 فبراير – باول إرنست ويلهلم هارتمان Minister of Finance of Norway ‏.
- 20 مارس – كارل غوستاف فليشر Army Chief Commander of Norway  [لغات أخرى]‏.

## مواليد

### يناير
- 9 يناير – جون ليند متزلج سريع نرويجي.

### فبراير
- 11 فبراير – أريلد هولم متزحلق جبال الألب نرويجي.

### مارس
- 7 مارس – إيفار إريكسن متزلج سريع نرويجي.

### أبريل
- 22 أبريل – إيغل أولسن لاعب كرة قدم نرويجي.[1]

### يونيو
- 11 يونيو – بير ويلي غوتورمسن متزلج سريع نرويجي.[2]

### يوليو
- 13 يوليو – سيغريد صندباي متزلجة سريعة نرويجية.
- 15 يوليو – سيجني هويل

### سبتمبر
- 20 سبتمبر – اينار إم. بول دبلوماسي نرويجي.
- 25 سبتمبر – راجنار بيدرسن

### نوفمبر
- 16 نوفمبر – جير بوريسن
- 16 نوفمبر – هانس أولاف سورينسن طائر تزلج نرويجي.

### ديسمبر
- 13 ديسمبر – آرني تريهولت[3]

## وفيات

### فبراير
- 22 فبراير – رولف جاكوبسن (مواليد 1865) سياسي نرويجي.
- 28 فبراير – آرنه مورتنسن (مواليد 1900) مُجدّف نرويجي.[4]

### مايو
- 13 مايو – اينار سفيردروب (مواليد 1895)
- 21 مايو – أوفه بانغ (مواليد 1895) مهندس معماري نرويجي.[5]

### أغسطس
- 5 أغسطس – سيمون بنسون (مواليد 1851) رائد أعمال أمريكي.

### أكتوبر
- 6 أكتوبر – هنري غليديتش (مواليد 1902) ممثل نرويجي.

### ديسمبر
- 19 ديسمبر – كارل غوستاف فليشر (مواليد 1883) عسكري نرويجي.[6]